# Kostelní Radouň
Kostelní Radouň (deutsch Kirchen Radaun) ist eine Gemeinde in Tschechien. Sie befindet sich neun Kilometer nördlich von Jindřichův Hradec und gehört zum Okres Jindřichův Hradec.

## Geographie

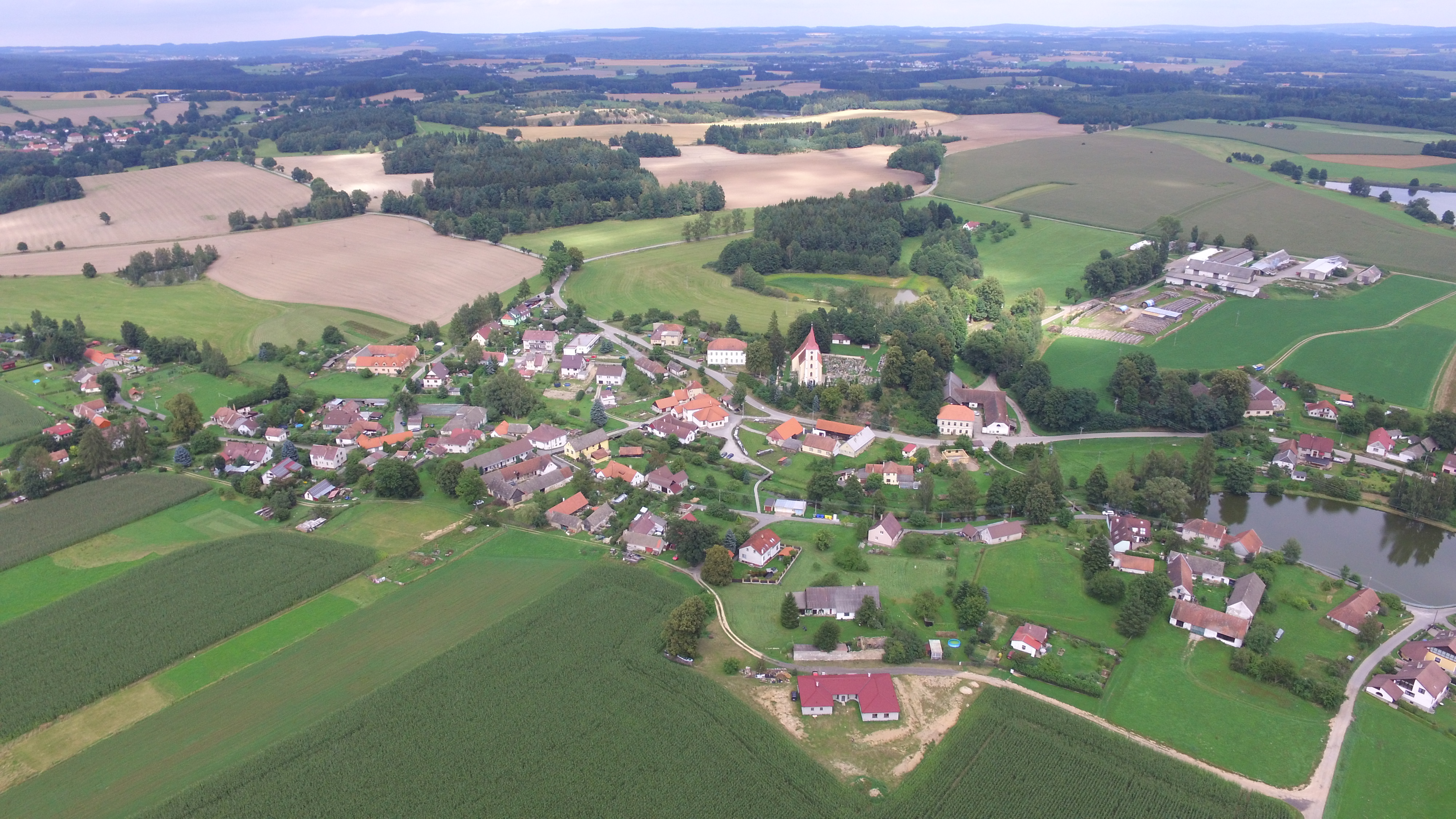
Luftbild von Kostelní Radouň

Kostelní Radouň befindet sich im Süden der Böhmisch-Mährischen Höhe im Tal des Radouňský potok. Das Dorf erstreckt sich auf einer Länge von drei Kilometern entlang des Baches bis zur Einmündung des Račí potok. Auf den Fluren liegen 17 Teiche. Westlich erhebt sich der 659 m hohe Čertův kámen.
Nachbarorte sind Okrouhlá Radouň im Norden, Karlov im Osten, Lovětín im Südosten, Dolní Radouň im Süden, Lodhéřov im Westen sowie Najdek im Nordwesten.

## Geschichte
Erstmals urkundlich erwähnt wurde das Dorf Raduna magna im Jahre 1296 als Besitz der Herren von Neuhaus. In der Mitte des 13. waren die Deutschordenritter durch die Herren von Neuhaus mit der Errichtung von Plebanaten beauftragt worden, die in Blažejov und Kostelní Radouň entstanden. Bis zu den Hussitenkriegen unterstand der Pleban von Kostelní Radouň dem Bistum Prag. Dann wurde die Kirche hussitisch und ein utraquistischer Pfarrer eingesetzt. Seit dem 16. Jahrhundert war in dem zur Herrschaft Kamnitz gehörigen Ort die Böhmische-Brüder-Gemeinschaft zur bedeutendsten Konfession geworden. Die Pfarre blieb nach der Schlacht am Weißen Berg bis 1672 unbesetzt. Ab 1672 gehörte Kostelní Radouň zur Herrschaft Vtschelnitz.
Im Jahre 1980 wurde Kostelní Radouň an Horní Radouň angegliedert. Seit 1990 ist die Gemeinde wieder selbstständig.

## Gemeindegliederung
Für die Gemeinde Kostelní Radouň sind keine Ortsteile ausgewiesen.

## Partnergemeinden
- Rüeggisberg, Schweiz (1994)

## Söhne und Töchter der Gemeinde
- J. R. Hradecký, eigentlich Josef Roubíček (1885–1947), Schriftsteller

## Sehenswürdigkeiten
- Kirche St. Veit, seit 1354 nachweisbar aber weitaus älter
- Statue des hl. Johannes von Nepomuk, errichtet 1771